# 烏克蘭資訊科技軍
烏克蘭資訊科技軍（英語：IT Army of Ukraine），是烏克蘭的網路駭客部隊，是乌克兰政府成立的由各国黑客组成的一支志愿者组织，乌克兰副总理兼数字化转型部长米哈伊尔·费奥多罗夫负责领导，该组织对俄罗斯及白俄罗斯执行网络间谍任务（例如向部分政府网站、企业、证券交易所、新闻媒体等发起DDoS攻击、植入恶意软件等）。该部队在2022年2月26日成立，两天前乌克兰被俄罗斯军队大举入侵。

## 延伸閱讀
- 張聲肇. . 世界日報. 2022-03-05  [2022-05-06]. （原始内容存档于2022-04-16） （中文（繁體））.

- 官方網站 （页面存档备份，存于）